# Легенды гангстеров
«Легенды гангстеров» — седьмой студийный альбом российской рэп-группы Bad Balance, выпущенный 22 ноября 2007 года на лейбле «Стиль Рекордс».
Альбом «Легенды гангстеров» концептуальный: он рассказывает истории о повадках представителей криминального мира обоих полушарий. По словам участников группы, это «первая российская художественная работа в стиле рэп». Альбом был записан на студии 100Pro Studio в Москве c 2006 по 2007 год. В записи альбома принял участие питерский рэпер Ede Simon «Mr. Simon» Ochepo (ex-Ikambi Gwa Gwa), Phillip «DJ Charm» Falcone, R&B-исполнительница Юлия «Ю-Ла» Фролова и Сергей «Ворон» Сорокин.
Музыку для альбома создал Al Solo при содействии Grey, Мастер ШЕFF, Charm, Mr. Simon, Тика, SergiO. В записи альбома также приняли участие джазовые музыканты: диджей, гитара, бас-гитара, труба, саксофон, волынка, мандолина, флейта, баян. Все тексты для альбома написал гострайтер Сергей «Ворон» Сорокин, также являющийся идейным вдохновителем альбома. Альбом был дополнен двумя видеоклипами на песни «Дон Хосе» и «Аль Капоне». Позже был выпущен видеоклип на одноимённый трек «Легенды гангстеров».
Презентация альбома в Москве состоялась в клубе «Жара» 23 ноября 2007 года, в Питере — на следующий день в клубе «Людовик». В качестве диджея группы выступил американский диджей DJ Charm, также принявший участие в записи альбома.

## Об альбоме
Новая работа хип-хоп коллектива разительно отличается от безыдейных альбомов российских рэперов, имея в себе оригинальный концептуальный стержень. В течение трёх лет Влад Валов и его товарищи создавали красочные правдивые истории о легендарных бандитах прошлого столетия, местах и эпохах, в которых они жили и правили. Большинство из героев нового альбома Bad B. известны слушателю по голливудским фильмам про гангстеров. В записи альбома принимали участие 14 музыкантов, почти 80% звучащей на альбоме музыки записано при помощи «живых» инструментов. «Все духовые, балалайки, аккордеоны и прочее писали в нашей студии, — рассказывает Влад Валов. — Никаких известных и узнаваемых семплов — все штучное и специально созданное. Все басовые партии переиграны вживую. Даже для записи волынки или свиста специально приглашали профессиональных исполнителей».
В 2007 году Влад Валов рассказал о записи альбома в интервью, опубликованном на сайте RusRap.info:
Мы отнеслись к такому труду очень серьёзно. О каждом гангстере были прочитаны книги и статьи, смотрели кинокартины (часто в кино можно увидеть выдумки режиссёров), искали правду в Интернете. К примеру, чтобы достоверно рассказать о Лаки Лучиано, пришлось ехать на Сицилию и встречаться с его родственниками.
2 апреля 2007 года на сайте группы Bad Balance состоялась премьера видеоклипа на песню «Аль Капоне».
16 сентября 2007 года на сайте группы Bad Balance состоялась премьера видеоклипа на песню «Дон Хосе».
16 ноября 2007 года на сайте группы Bad Balance состоялась премьера видеоклипа на песню «Легенды гангстеров».

## Чарты и ротации
По данным интернет-проекта Moskva.FM, песни «Аль Капоне», «Бони и Клайд» и «Лёнька Пантелеев» находились в ротации нескольких российских радиостанций с 2007 по 2015 год.
По данным российского музыкального портала Tophit, песня «Дон Хосе» находится в ротации с 29 октября 2007 года.
В июне 2007 года видеоклип на песню «Аль Капоне» попал в ротацию чартов «Русская десятка» и «20 самых-самых» телеканала «MTV Россия».
11 декабря 2007 года видеоклип на песню «Дон Хосе» попал в ротацию чартов «Русская десятка» и «20 самых-самых» телеканала «MTV Россия».

## Критика
Главный редактор сайта Rap.ru, Андрей Никитин, положительно оценил альбом «Легенды гангстеров» и сравнил его с вышедшим парой недель раньше альбомом American Gangster от Jay-Z, тоже концептуальным, тоже посвящённым нелегальному бизнесу.
Музыкальный портал StereoKiller.ru сравнил альбом «Легенды гангстеров» с былинами о богатырях:
Слушая «Легенды Гангстеров» вспоминаешь былины о богатырях – в них воспеваются подвиги героев, их хитрость, сила, заслуги перед человечеством. Разница лишь в том, что богатыри, как представители добра всегда в плюсе, а истории о гангстерах заканчиваются либо преждевременной смертью, либо предательством… в общем неминуемой расплатой. Наверное, именно по причине этой «былинности» альбом кажется, несмотря ни на что, очень даже лиричным.

## Список композиций
| №   | Название                         | Текст песни                     | Музыка                          | Длительность |
| --- | -------------------------------- | ------------------------------- | ------------------------------- | ------------ |
| 1.  | «Америка 30-х» (feat. Mr. Simon) | Мастер ШЕFF, Mr. Simon, Al Solo | Al Solo                         | 4:35         |
| 2.  | «Аль Капоне»                     | Мастер ШЕFF                     | Grey, Мастер ШЕFF               | 3:49         |
| 3.  | «Дон Хосе» (feat. Charm)         | Мастер ШЕFF, Charm              | Charm, Al Solo                  | 4:32         |
| 4.  | «МакКой»                         | Мастер ШЕFF, Al Solo            | Mr. Simon, Al Solo, Мастер ШЕFF | 4:03         |
| 5.  | «Сонька Золотая Ручка»           | Мастер ШЕFF                     | Mr. Simon, Мастер ШЕFF          | 3:58         |
| 6.  | «Мсье Гастон» (уч. Ю-ЛА)         | Мастер ШЕFF, Al Solo            | Тика, Al Solo                   | 4:05         |
| 7.  | «Бони и Клайд»                   | Мастер ШЕFF                     | Mr. Simon, Мастер ШЕFF          | 4:19         |
| 8.  | «Лаки Лучиано»                   | Мастер ШЕFF, Al Solo            | Al Solo, Мастер ШЕFF            | 4:45         |
| 9.  | «Лёнька Пантелеев»               | Мастер ШЕFF                     | Mr. Simon, Мастер ШЕFF          | 4:24         |
| 10. | «Евреи с Бродвея»                | Мастер ШЕFF, Al Solo            | Al Solo, Мастер ШЕFF            | 4:06         |
| 11. | «Якудза и Триады»                | Мастер ШЕFF                     | Тика, Al Solo                   | 3:52         |
| 12. | «Пабло Эскобар»                  | Мастер ШЕFF, Al Solo            | SergiO, Al Solo                 | 3:52         |
| 13. | «Джон Готти»                     | Al Solo, Мастер ШЕFF            | Grey, Al Solo                   | 4:02         |
| 14. | «Легенды гангстеров»             | Мастер ШЕFF                     | Al Solo, Мастер ШЕFF            | 3:54         |

| №   | Название                            | Текст песни        | Музыка  | Длительность |
| --- | ----------------------------------- | ------------------ | ------- | ------------ |
| 15. | «Дон Хосе [rock-rmx]» (feat. Charm) | Мастер ШЕFF, Charm | Al Solo | 3:47         |

| №  | Название                 | Текст песни        | Музыка            | Длительность |
| -- | ------------------------ | ------------------ | ----------------- | ------------ |
| 1. | «Дон Хосе» (feat. Charm) | Мастер ШЕFF, Charm | Charm, Al Solo    | 3:47         |
| 2. | «Аль Капоне»             | Мастер ШЕFF        | Grey, Мастер ШЕFF | 3:49         |

## Участники записи
| - Мастер ШЕFF — вокал, автор слов (1-15), музыка (2, 4, 5, 7-10, 14), продюсер альбома - Al Solo — вокал, автор слов (1, 4, 6, 8, 10, 12, 13), музыка (1, 3, 4, 6, 8-15) - Купер — вокал - Сергей Сорокин (Ворон) — идейный вдохновитель альбома, автор слов (1-15), вокал (9) - Charm — вокал (3), автор слов (3), музыка (3) - Ю-ЛА — вокал (6) - Mr. Simon — вокал (1), автор слов (1), музыка (4, 5, 7, 9) - Grey — музыка (2, 13) - Тика — музыка (6, 11) - SergiO — музыка (12) | - Александр Иришичев — гитара - Ростислав Кочетов — труба - Вячеслав Текучев — саксофон - Екатерина Семёнова — бас-гитара - Юрий Наумкин — волынка, художественный свист и мандолина - Андрей Дробышев — флейта - Владимир Пирский — баян - Евгений Решетов (DJ Lenar) — скрейтч - Роман Синцов — сведение и мастеринг - Dusler ind. — дизайн |